# Чемпіонат світу з хокею з шайбою серед юніорських команд (жінки) 2021
Чемпіонат світу з хокею з шайбою серед юніорських команд (жінки) 2021 — скасований чемпіонат світу з хокею серед юніорок. Чемпіонат планували провести у шведських містах Лінчепінг та М'єльбю, з 5 січня по 12 січня 2021 року.
17 вересня 2020 року всі турніри були скасовані IIHF через пандемію COVID-19.

## Топ-дивізіон

### Попередній етап
Група А
| Поз | Команда   | М | В | ВО | ПО | П | ГЗ | ГП | Різ | О | Кваліфікація |
| --- | --------- | - | - | -- | -- | - | -- | -- | --- | - | ------------ |
| 1   | Канада    | 0 | 0 | 0  | 0  | 0 | 0  | 0  | 0   | 0 | Півфінали    |
| 2   | Фінляндія | 0 | 0 | 0  | 0  | 0 | 0  | 0  | 0   | 0 | Півфінали    |
| 3   | Росія     | 0 | 0 | 0  | 0  | 0 | 0  | 0  | 0   | 0 | Чвертьфінали |
| 4   | США       | 0 | 0 | 0  | 0  | 0 | 0  | 0  | 0   | 0 | Чвертьфінали |

Група В
| Поз | Команда    | М | В | ВО | ПО | П | ГЗ | ГП | Різ | О | Кваліфікація       |
| --- | ---------- | - | - | -- | -- | - | -- | -- | --- | - | ------------------ |
| 1   | Чехія      | 0 | 0 | 0  | 0  | 0 | 0  | 0  | 0   | 0 | Чвертьфінали       |
| 2   | Німеччина  | 0 | 0 | 0  | 0  | 0 | 0  | 0  | 0   | 0 | Чвертьфінали       |
| 3   | Швеція (H) | 0 | 0 | 0  | 0  | 0 | 0  | 0  | 0   | 0 | Серія на вибування |
| 4   | Швейцарія  | 0 | 0 | 0  | 0  | 0 | 0  | 0  | 0   | 0 | Серія на вибування |

## Дивізіон І

### Дивізіон І А
Турнір мав проходити в Угорщині, з 10 по 16 січня 2021 року.
- Франція
- Угорщина
- Італія
- Японія
- Норвегія – Підвищена з Дивізіону I В
- Словаччина – Вибула з Топ-дивізіону

### Дивізіон І В
Турнір мав проходити в Австрії, з 10 по 16 січня 2021 року.
- Австрія
- КНР
- Китайський Тайбей – Підвищена з Дивізіону II A
- Данія – Вибула з Дивізіону I A
- Польща
- Південна Корея

## Дивізіон ІІ

### Дивізіон ІІ А
Турнір мав проходити у Великій Британії, з 19 по 22 січня 2021 року.
- Велика Британія – Вибула з Дивізіону I В
- Нідерланди
- Іспанія – Підвищена з Дивізіону II В

### Дивізіон ІІ В
Турнір мав проходити в Туреччині, з 28 по 31 січня 2021 року.
- Казахстан – Вибула з Дивізіону II A
- Латвія
- Мексика
- Туреччина